# Ландышев, Иван Михайлович
Иван Михайлович Ландышев (1925—1945) — лейтенант Рабоче-крестьянской Красной Армии, участник Великой Отечественной войны, Герой Советского Союза (1945).

## Биография
Иван Ландышев родился 18 января 1925 года на хуторе Роща (ныне не существует) в 2,5 километрах северо-восточнее села Рыбинское Заручье Максатихинского района Тверской области. После окончания неполной средней школы работал на руднике Акжал Восточно-Казахстанской области Казахстана. В январе 1943 года Ландышев был призван на службу в Рабоче-крестьянскую Красную Армию. В 1944 году он окончил Ташкентское стрелково-миномётное училище. С августа 1944 года — на фронтах Великой Отечественной войны.
К марту 1945 года лейтенант Иван Ландышев командовал взводом 257-го стрелкового полка 185-й стрелковой дивизии 47-й армии 1-го Белорусского фронта. Отличился во время освобождения Польши. 18 марта 1945 года Ландышев поднял свой взвод в атаку в районе Штеттина и в числе первых ворвался в опорный пункт. Когда из строя выбыл командир роты, Ландышев получил ранение, но продолжал сражаться. В бою за вторую линию траншей он погиб. Похоронен к северо-западу от деревни Баббин в 15 километрах к северо-западу от города Пыжице.
Указом Президиума Верховного Совета СССР от 31 мая 1945 года за «мужество и героизм, проявленный в боях с немецкими захватчиками» лейтенант Иван Ландышев был удостоен высокого звания Героя Советского Союза. Также посмертно был награждён орденом Ленина.
В честь Ландышева названа школа в Акжале. Также есть улица имени Ландышева в Гомеле.